# 大牟田市內線
大牟田市內線（日语：／）是一條曾經在福岡縣大牟田市市內行走，由西日本鐵道（西鉄）營運的電車路線。在1927年，大牟田電氣軌道開設該電車路線。在1952年1月6日全線暫停營業，在1954年正式廢除。

## 路線數據
資料截至暫停營業前一刻。
- 路線距離（營業距離）：4.7公里
- 軌距：1435毫米
- 車站數目（包含起終點站）：12座
- 雙線區間：沒有（整段單線）
- 電氣化區間：全線電氣化（直流電600V）

## 歷史
在大牟田市內曾經設有路面電車路線，當初由大牟田電氣軌道營運。路線從大牟田市中心的旭町（即現時西鐵新榮町站東邊約100米處）向西南方延伸，途經大牟田站前，連接熊本縣荒尾市的邊界四山。另外上述曾經開業路線外，還曾經計劃從旭町向市區東邊的三池地區延伸的路線，連接市區北部銀水地區的路線，以及從四山繼續南下，連接荒尾市萬田站（即現時荒尾站）的路線，但是上述三條路線最後沒有實現。
開業前經歷了很多事件。在開業10年前（1917年8月24日），大牟田的今井修造等7人取得大牟田市（橫須）至三池郡三川町（川尻）之間，全長2英里42鏈的軌道敷設特許。在1920年，益田種三郎等與長崎電氣軌道相關人士加入為公司創始成員。在1922年，公司成立時，益田被任命為代表董事總經理。した。但是公司成立後還未開始動工，在1926年1月的股東大會中，益田等長崎電氣軌道相關人士辭去職務，由來自大阪和兵庫的野田儀一郎接任。在翌年12月終於開業。
大牟田電氣軌道在1941年（昭和16年）被九州鐵道收購合併。在翌年1942年（昭和17年）西日本鐵道成立後，成為該公司其中一條路線。在戰時引入了新製造的轉向架車以增加運輸能力。在1947年起，客量開始減少。由於大部分路段都是單線，使運輸能力受限，加上路面狀況和財政狀況較難改為雙線。此外，因採礦污染造成的地面沉降也使公司需要負擔相關的修復費用。最後在1952年（昭和27年）全線暫停營運，以增加巴士服務來取代電車服務。在1954年（昭和29年）正式廢除。
- 1917年（大正6年）8月24日 批出軌道特許狀（大牟田市大字橫須字櫛口至三池郡三川町大字川尻字今井開之間）[2]
- 1922年（大正11年）7月22日 大牟田電氣軌道成立。資本28萬日圓，總部在大牟田市不知火町2丁目2番地[4][8]
- 1927年（昭和2年）12月1日 旭町至四山之間開業
- 1930年（昭和5年）4月26日 批出軌道特許狀（大牟田市東新町至三池郡銀水村之間）[9]
- 1932年（昭和7年）5月27日 大牟田電氣軌道總部遷移至白金町261番地
- 1932年（昭和7年）7月23日 放棄創業（獲得許可日期）（大牟田市東新町至三池郡銀水村之間）[10]
- 1937年（昭和12年）12月17日 放棄創業（獲得許可日期）（大牟田市旭町三丁目至三池郡三池町之間，大牟田市三川町五丁目至玉名郡荒尾町大字大島之間）[11]
- 1941年（昭和16年）3月31日 大牟田電氣軌道被九州鐵道收購合併。
- 1942年（昭和17年）9月19日 九州鐵道被九州電氣軌道（日语：九州電気軌道）收購合併。
- 1942年（昭和17年）9月22日 九州電氣軌道改名為西日本鐵道。路線名稱定為大牟田市內線。
- 1949年（昭和24年）6月1日 旭町至榮町站前之間暫停營業[12]
- 1951年（昭和26年）5月17日 榮町站前至大牟田站前之間暫停營業[12]
- 1952年（昭和27年）1月6日 大牟田站前至四山之間暫停營業[13]
- 1954年（昭和29年）3月15日 全線廢除。

## 車站列表
車站名稱參考自今尾 (2009) 。*是1954年全線廢除前已經廢除的車站，#是1940-42年之間曾經改名。
旭町*
1949年6月1日暫停營業，後來沒有重開。
榮町站前*
啟用時名為「五月橋」#，在1951年5月17日暫停營業，後來沒有重開。
築町*
1942年後廢除。
有明町*
1951年5月17日暫停營業，後來沒有重開。
大牟田站前
不知火町一丁目*
啟用時名為「中座劇場前」在1935至39年之間改名。在1940至42年之間廢除。
不知火町
啟用時名為「不知火町二丁目」#。
市立醫院前
啟用時名為「片平山」。在1940至42年之間改名為「大牟田警察前」，廢除時名為「市立醫院前」，但是何時改為該名稱則不詳。
白金町
啟用時名為「車庫前」，在1930至32年之間改名。
該處同時是西鐵巴士大牟田總部用地。曾經為西鐵大牟田市內線的車廠。
諏訪町一丁目*
啟用時名為「三河水尻」#。
諏訪橋
啟用時名為「諏訪神社前」#。
三川町一丁目*
啟用時名為「諏訪川」，在1942年後廢除。
三川町二丁目*
啟用時名為「三里」#，在1942年後廢除。
三川町三丁目
啟用時名為「姬島」#。
三川町四丁目
啟用時名為「發電所前」#。
三川町五丁目
啟用時名為「五角」#。
四山
啟用時名為「四山道」#。

## 接續路線
路線名稱取自營業當時的名稱。
- 大牟田站：鹿兒島本線、西鐵大牟田線

## 運輸、收支業績
| 年度 | 客量（人） | 營業收入（日圓） | 營業支出（日圓） | 利潤（日圓） | 其他收入（日圓） | 其他支出（日圓）         | 支付利息（日圓） |
| ---- | ---------- | ---------------- | ---------------- | ------------ | ---------------- | ------------------------ | ---------------- |
| 1928 | 1,742,515  | 132,678          | 73,623           | 59,055       | 汽車677          |                          | 7,643            |
| 1929 | 1,936,373  | 140,349          | 86,025           | 54,324       |                  | 汽車4,845                | 10,068           |
| 1930 | 1,946,672  | 137,863          | 86,920           | 50,943       | 汽車5,476        |                          | 21,818           |
| 1931 | 1,716,813  | 117,368          | 75,030           | 42,338       |                  | 汽車4,106                | 37,944           |
| 1932 | 1,460,809  | 98,224           | 77,909           | 20,315       |                  | 汽車5,220                | 44,179           |
| 1933 | 1,487,549  | 94,936           | 67,763           | 27,173       |                  | 汽車12,288雜項損壞2,600  | 49,402           |
| 1934 | 1,440,090  | 102,141          | 67,972           | 34,169       |                  | 汽車8,265雜項損壞8,164   | 30,080           |
| 1935 | 1,732,468  | 127,886          | 90,583           | 37,303       |                  | 汽車25,593折舊51,800     | 14,945           |
| 1936 | 1,872,339  | 136,867          | 98,156           | 38,711       | 債務減免370,465  | 汽車8,168雜項損壞358,423 | 27,735           |
| 1937 | 2,291,886  | 151,920          | 95,574           | 56,346       |                  | 汽車99折舊31,000         | 21,313           |
| 1948 | 6,864,832  |                  |                  |              |                  |                          |                  |

- 以上數據參考自各年度版《鐵道統計資料》、《鐵道統計》、《鐵道統計年報》。

## 車輛

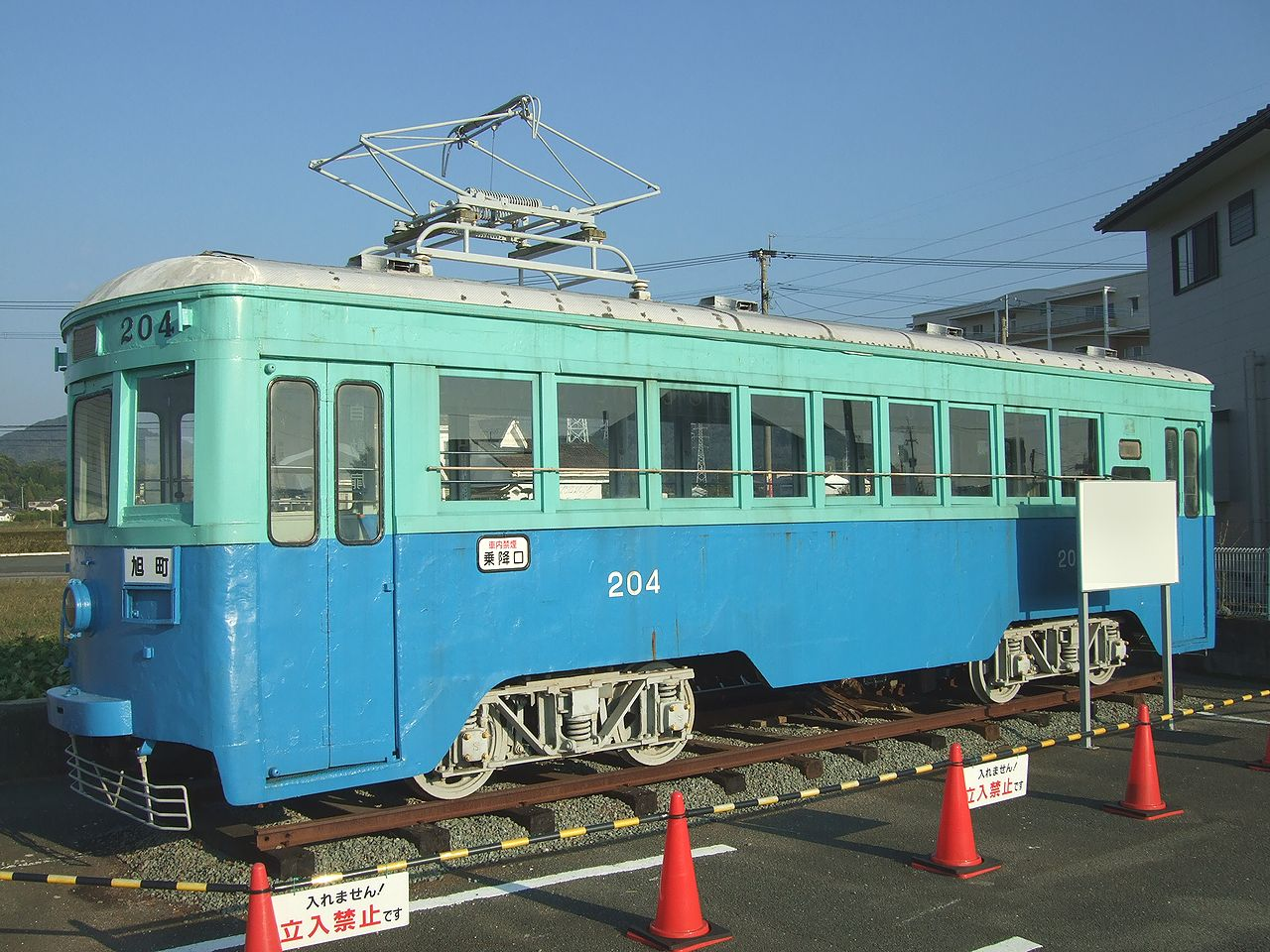
大牟田市內保存的200形204

1形 (1-12, 21→162-174)
四輪兩軸車。在13架電車中，當中10架在大牟田市內線暫停營業後轉讓給長崎電氣軌道，車型變為110形。
200形 (201-208)
轉向架車。在大牟田市內線廢除後轉移至福島線，後來再轉移至福岡市內線。關於保留下來的車輛，參見「西鐵200形電動列車 (路面電車)#福岡市內線之運用及後來演變」。

## 注腳